# Huta szkła INCO-Tarnowiec
Huta szkła INCO-Tarnowiec – huta szkła działająca w latach 1975–2012 w miejscowości Tarnowiec, zajmowała się produkcją szkła barwnego technicznego i artystycznego.

## Historia
Zakład powstał w 1975 i jego pierwszym dyrektorem był Tadeusz Żak, w 1982 stanowisko głównego projektanta objął Jerzy Słuczan-Orkusz. Współpraca przyniosła nowe serie szkła, dzięki czemu w 1985 zakład miał ugruntowaną pozycję na rynku ze sklepami firmowymi we Wrocławiu, Gdyni i Krakowie, szkła z Tarnowca zostały też zaprezentowane na wystawie w Karlowych Warach. Nowoczesne formy, barwy, wśród których dominują malachitowe zielenie, pudrowe róże, ciepłe czerwienie i bordo, w połączeniu z formowanymi ręcznie wyrobami ze szkła warstwowego oraz szeroki asortyment na który składa się 200 modeli przynosi komercyjny sukces i uznanie artystyczne Zakładowi. Wśród wyrobów pojawiają się szkła bezbarwne z dodatkiem szkła białego, co przypomina efekt naciekania oraz charakterystyczne aplikacje na wyrobach ze szkła bezbarwnego, nazywane przez kolekcjonerów kokardkami.
W 1992 Jerzy Słuczan-Orkusz przeszedł na emeryturę, a jego miejsce zajął Jerzy Maraj, który pełnił tę funkcję do 2007.
W styczniu 2011 zakład został sprzedany przez INCO Veritas spółce Makora Krośnieńska Huta Szkła S.A..
W 2012 zakład upada. Jak przekazuje Bogdan Kasprzyk, prezes Makora Krośnieńska Huta Szkła S.A. wzrost cen gazu stanowiący blisko połowę kosztów produkcji, co utrudniło funkcjonowanie firmy, problemy z płynnością finansową spowodowały brak możliwości wypłaty wynagrodzeń pracownikom, którzy w ramach protestu nie stawiali się w pracy, co uniemożliwiło realizację zamówień i tym samym pogłębiło problemy finansowe. W lipcu wygaszono piece, a prezes Bogdan Kasprzyk złożył wniosek o upadłość. Majątek firmy został zabezpieczony, a 112 pracowników zwolnionych.
W 2016 budynki zostały wykupione przez Polski Bazalt S. A. a produkcję przekształcono.

## Projektanci
Do najważniejszych projektantów należeli:
- Jerzy Słuczan-Orkusz
- Jerzy Maraj